# 林欣穎
林欣穎（1973年6月21日—）是台灣的漫畫家。血型O型，星座雙子座。復興美工畢業。
代表作為《初戀MALISA》。

## 簡歷
- 1994年以少女漫畫家的身份正式出道，發表雅房分租、銀色奇蹟以及郵購新娘等作品。1997年轉型創作少年漫畫，以3×8=24笑於東立《新少年快報》開始連載，將過去中國傳統二十四孝的故事以搞笑幽默的方式重新詮釋。
- 1998年以初戀MALISA於《新少年快報》開始連載，以短篇單元劇形式連載戀愛喜劇，曾獲得2001年國立編譯館優良漫畫獎甲類連環圖畫組第二名。2003年以〈搶錢女神〉於東立《龍少年》開始連載，為首次創作長篇漫畫，描述一位破產的富家公子與嗜財如命的女大姐頭之間所發生的故事。

## 作品一覽

### 長篇漫畫
- 雅房分租
- 郵購新娘
- 銀色奇蹟
- 3×8=24笑
- 初戀MALISA
- 搶錢女神

### 單行本
- 雅房分租（全1集）東立，1995年4月15日，ISBN 9573429152
- 郵購新娘（全1集）東立，1996年12月2日，ISBN 9573444763
- 銀色奇蹟（全1集）東立，1999年9月14日，ISBN 9573413051
- 3×8=24笑（全3集）東立
- 初戀MALISA（全11集）東立
- 搶錢女神（全2集）東立

## 外部連結
- 林欣穎介紹 （页面存档备份，存于）